# Lopaphus perakensis
Lopaphus perakensis är en insektsart som först beskrevs av Ludwig Redtenbacher 1908.  Lopaphus perakensis ingår i släktet Lopaphus och familjen Diapheromeridae. Inga underarter finns listade i Catalogue of Life.